# Kombatite
La kombatite è un minerale.